# 서 있는 여자
서 있는 여자는 한국방송공사 2TV 아침드라마이다.

## 제작진
- 극본 : 박희숙
- 연출 : 이상우

## 출연진
- 남주희
- 안정훈
- 정영숙
- 정욱
- 정호근
- 하미혜